# Pandora (компьютер)
Pandora — переносной компьютер, представляющий собой смесь портативной игровой консоли, UMPC и PDA, и использующий программное обеспечение с открытым исходным кодом, основанное на Linux. Производитель — компания «Openpandora».
Pandora может программно эмулировать такие системы, как N64, PlayStation, Playstation Portable, Atari Jaguar, Amiga, GameBoy Advance, Sega Mega-CD, Neo Geo, Sega Genesis, Sega Master System, Game Gear, Commodore 64, NES, PC Engine/TurboGrafx 16 и другие.
Первые Пандоры были отправлены покупателям 21 мая 2010 года.

## Спецификации
- Процессор: Texas Instruments OMAP3530 на частоте 600 МГц (возможен разгон до 900 МГц[2])
- ОЗУ: 256 Мбайт DDR-333 SDRAM
- ПЗУ: 512 Мбайт NAND FLASH память
- Звук и видео: IVA2+ звуковой и видео процессор (основан на TMS320C64x+ DSP Core at 430 МГц) используя технологию TI DaVinci
- ARM Cortex-A8 суперскалярное микропроцессорное ядро
- Аппаратный 3D-ускоритель PowerVR SGX 530 (110 МГц) совместимый с OpenGL ES 2.0
- Интегрированный Wi-Fi 802.11b/g
- Интегрированный Bluetooth 2.0 + EDR (3 Мбит/с)
- 800×480 сенсорный ЖК-экран, 4,3" широкий экран, 16,7 миллион цветов (яркость 300 кандел/м², контрастность 450:1)
- Dual analog nubs; 15 мм диаметр, вогнутые, 2 мм движение от центра
- шифты L и R, кнопки A B,Y, X, SELECT, START, MENU.
- Два слота SDHC (до 64 Гбайт памяти)
- Выход на наушники, мощность 150 мВт на канал, 16 ом, SNR 99 dB
- Выход на телевизор (композитный видеосигнал и S-Video)
- Встроенный микрофон, возможность подключить внешний микрофон через разъем
- Клавиатура с 43 клавишами, раскладка QWERTY
- Порт USB 2.0 OTG (480 Мбит/с) со способностью заряжать консоль
- Порт USB 2.0 HOST port (480 Мбит/с), обеспечивает ток 500 мА для питания подключаемых устройств
- Доступный снаружи последовательный интерфейс UART для отладки и изменения (хакинга) программного обеспечения
- Brick prevention (предотвращение доведения до незагружаемости программным путём) система с бутлоадером для безопасных экспериментов с кодом.
- Операционная система: Linux (ядро 2.6.x)
- Питание: 4000 мА*ч перезаряжаемая литий-ионная батарея
- Продолжительность работы: примерно 10 часов для видео и большинства приложений, 100 часов для прослушивания музыки
- Размеры: 140×83×27 мм
- Вес: 320 г